# Радованович, Иван
Иван Радованович (серб. Иван Радовановић; род. 29 августа 1988, Белград) — сербский футболист, опорный полузащитник клуба.

## Клубная карьера
Воспитанник белградского «Партизана». До 2007 года выступал за молодёжную команду клуба. В августе 2007 года был отдан в аренду клубу «Смедерево», за который сыграл 13 матчей в чемпионате Сербии. В конце 2007 года вернулся в «Партизан» и в январе перешёл в итальянскую «Аталанту». До конца сезона 2007/08 играл за молодёжный состав клуба.
Летом 2008 года был отдан в годичную аренду клубу Серии B «Пиза», за который дебютировал 30 августа матче против «Гроссето». Отыграв сезон, летом 2009 года вернулся в «Аталанту», где стал привлекаться к играм за основной состав. 20 сентября 2009 года дебютировал в Серии A, заменив в перерыве матча с «Бари» Фабио Чераволо. Летом 2010 года Радованович был отдан в годичную аренду «Болонье». Дебютировал 19 сентября 2009 года в матче против «Ромы». После возвращения в «Аталанту» летом 2011 года Радованович вновь отправился в аренду, на этот раз в «Новару». Там он дебютировал 17 сентября 2011 года в матче с «Кальяри». В сезоне 2012/13 вновь выступал за «Аталанту», но в основном составе закрепиться не сумел.
17 июля 2013 года перешёл в «Кьево», с которым подписал контракт на три года. Дебютировал за новый клуб 25 августа 2013 года в матче против «Пармы». Стал основным игроком «Кьево» и сыграл за команду более 80 матчей.
В январе 2019 года перешёл в «Дженоа».

## Карьера в сборной
Радованович выступал за молодёжную сборную Сербии по футболу. В национальной сборной Сербии дебютировал 17 ноября 2010 года в товарищеском матче со сборной Болгарии, в перерыве заменив Радослава Петровича. После своего дебюта почти два года не вызывался в сборную, но в 2012 и 2013 годах выступал за неё регулярно, сыграв ещё 9 матчей.